# Pont-de-Buis-lès-Quimerch
 Pont-de-Buis-lès-Quimerch  (en bretón Pont-ar-Veuzenn-Kimerc'h) es una población y comuna francesa, situada en la región de Bretaña, departamento de Finisterre, en el distrito de Châteaulin y cantón de Le Faou.

## Demografía
| 4297 | 3999 | 3916 | 3710 | 3373 | 3385 |
| Para los censos de 1962 a 1999 la población legal corresponde a la población sin duplicidades (Fuente: INSEE [Consultar]) |      |      |      |      |      |